# Apiococcus singularis
Apiococcus singularis är en insektsart som beskrevs av Hempel 1900. Apiococcus singularis ingår i släktet Apiococcus och familjen filtsköldlöss. Inga underarter finns listade i Catalogue of Life.